# Kap Sheridan
Kap Sheridan er et punkt på nordøstkysten af Ellesmere Island, Canada, der ligger ud til Lincolnhavet i Ishavet, ved udmundingen af Sheridan River. Det er en af de landfaste steder, som er tættest på den geografiske Nordpol, der ligger omkring 840 km mod nord. Kap Columbia ligger dog omkring 75 km tættere på polen.
Robert Peary overvejede at bruge Kap Sheridan som stedet for sin vinterlejr i sit sidste forsøg på at nå Nordpolen i 1908/1909.
Alert, der er det nordligste permanent beboede sted i verden, ligger 13 km mod vest.
82°28′20″N 61°30′45″V / 82.4722°N 61.5126°V